# Lubochiny
Lubochiny (ukr. Любо́хини) – wieś na Ukrainie w rejonie kowelskim, obwodu wołyńskiego. Liczy 2026 mieszkańców.
Do 2020 w rejonie starowyżewskim.